# 馬鉄
馬 鉄（ば てつ、? - 212年）は、中国後漢末期の武将。父は馬騰。兄は馬超・馬休。

## 略歴
父が一族を引き連れて鄴に移住したとき、騎都尉に任じられた。兄の馬超と韓遂が曹操と敵対（潼関の戦い）したときに、曹操に父と共に殺された。

## 『三国志演義』での馬鉄
小説『三国志演義』では、曹操に誘き出された馬騰に従って許都へと向かうが、馬騰・黄奎の曹操誅滅密議がばれ、曹操軍に囲まれてしまう。血路を開こうとしたが、討ち死にするという描写になっている。